# Babybjörn

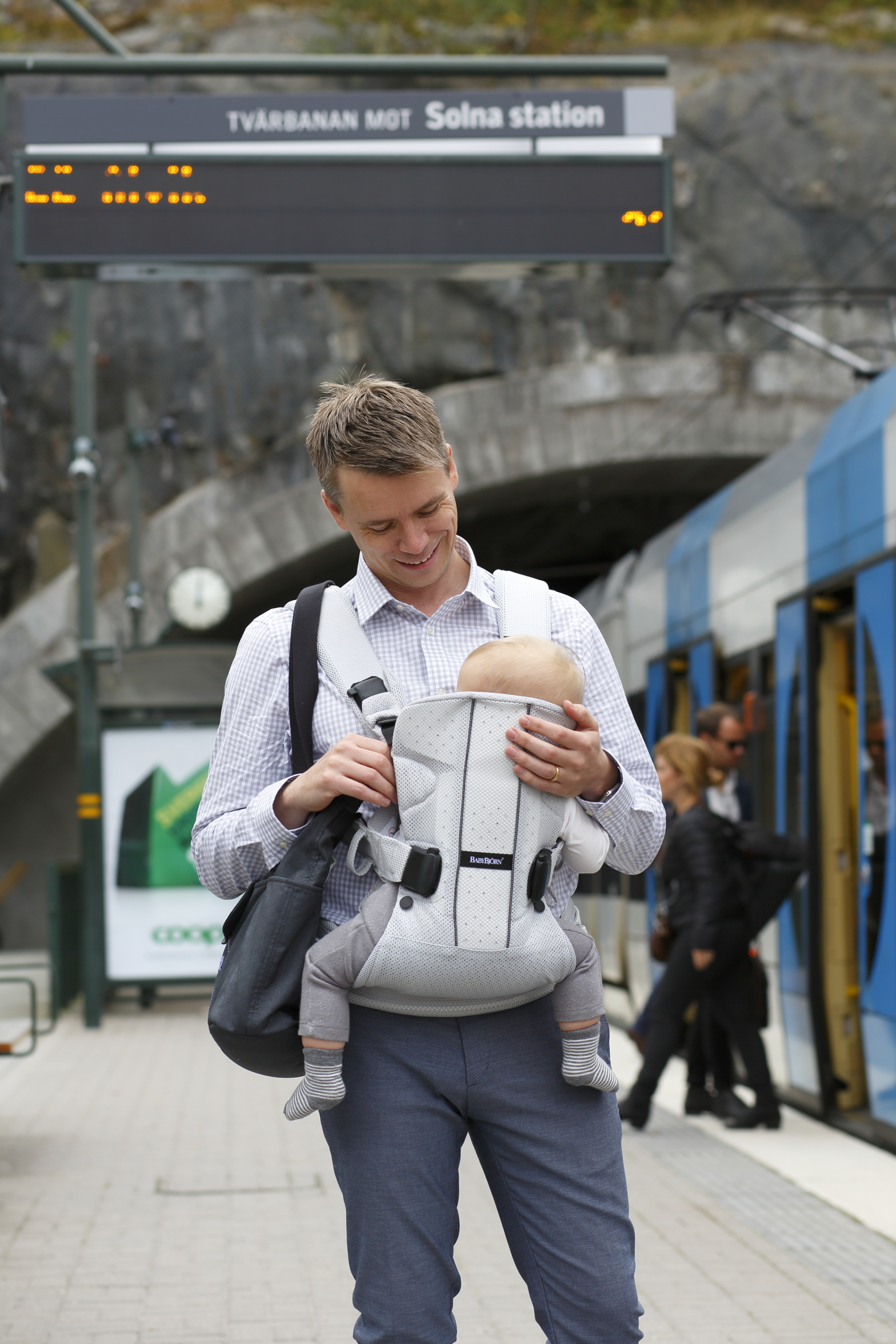
Babybjörns bärsele

Babybjörn AB, av företaget skrivet BabyBjörn AB, är ett svenskt familjeägt företag som tillverkar babyprodukter, bland annat bärselar. Företaget grundades 1961, huvudkontoret ligger i Sundbybergs kommun. Det finns ett logistikcenter i Lanna, Småland, samt kontor i New York, Tokyo, Shanghai, Seoul och Hongkong. Babybjörn finns på 55 marknader (2023).

## Historik
Babybjörn grundades 1961 av Björn Jakobson och hans svägerska Elsa Jakobson i Bergshamra i Solna kommun. Företaget ägs av familjen Jakobson och är numera ett dotterbolag till Lillemor Design AB. vilket i sin tur ägs av Björn och Lillemor Jakobson. Koncernen hade en omsättning på 1 015 miljoner kronor bokföringsåret 2021 2017/18. Företaget har flera dotterbolag utomlands, bland annat i USA. och Kina Den första produkten Babybjörn tog fram under 60-talet var babysittern. År 1973 såldes den första bärselen, under namnet Hjärtenära. Babybjörn utvecklar och säljer idag bland annat resesängar, stolar, pottor och haklappar.
Företaget använde tidigt pappor i sin marknadsföring. Under 1980-talet började Babybjörn säljas i USA och Japan. Idag säljs Babybjörns produkter i över 50 länder.
I över 30 år har Babybjörn haft ett nära samarbete med industridesignföretaget McKinsey Design och Babybjörn har fått flera designutmärkelser genom åren, till exempel Design of the Decade och Red dot design award. Babybjörn var det första företaget som fick Exportrådets utmärkelse Stora exportpriset.
I september 2019 tillträdde Stina Westerstad som VD för företaget.